# Крисп (апостол от 70)
Крисп (др.-греч. Κρίσπος) — апостол от семидесяти, ученик апостола Павла. Согласно Деяний апостольских Крисп до обращения в христианство был начальником синагоги в городе Коринфе. О его обращении ко Христу Деяния повествуют следующим образом:

После сего Павел, оставив Афины, пришел в Коринф… Во всякую же субботу он говорил в синагоге и убеждал Иудеев и Еллинов… Но как они противились и злословили, то он, отрясши одежды свои, сказал к ним: кровь ваша на главах ваших; я чист; отныне иду к язычникам… Крисп же, начальник синагоги, уверовал в Господа со всем домом своим, и многие из Коринфян, слушая, уверовали и крестились
— Деян. 18:1-8
Крисп оставался верным учеником апостола Павла и был им поставлен епископом в городе Егине (близ Афин). В Четьи-минеи Димитрия Ростовского о Криспе сказано так: «бысть епископ к Егине острове, прилежащим Пелопонису между морями Эгейским и Ионийским».
Какою смертью (естественною или мученическою) и где скончался апостол Крисп, не сохранилось сведений. В православной церкви нет особого дня памяти апостола Криспа, и он вспоминается в соборе апостолов от семидесяти 4 (17) января. В церковной службе, совершаемой в этот день, он называется «боговиднейшим светильником». В католической церкви память апостола Криспа совершается 4 октября.